# بئر دغيفقة
بئر دغيفقة بئر تاريخية أثرية لا تزال قائمة يعود تاريخها إلى القرن الهجري الأول، تقع في قرية الخلف والخليف في منطقة الباحة بالمملكة العربية السعودية.

## التسمية
سميت بئر دغيفقة بهذا الاسم نسبة إلى مياهها الغزيرة وعروق الماء وحباله الوفيرة التي كانت تصب فيها من باطن الأرض.

## الوصف
تقع بئر دغيفقة على مسافة 100 كم غرب قرية الخلف المشهورة بالآثار التاريخية التي تغطي فترة القرن الأول الهجري. كانت البئر تستخدم لتغطية احتياجات القرية في ذلك الوقت في فترات الاستقرار والحروب، حيث صممت وبها فتحة من جهة الجبل تستخدم لأعمال الصيانة، ونفق مغطى بطول 100 متر فوق سطح الأرض يورد الماء قديما إلى الحي السكني على سفح الجبل، وهو ممر سري صمم بهذا الشكل لضمان تغطية حاجة الأهالي من الماء بأمان في زمن الحروب وانعدام الأمن. 